# Milton George Henschel
Milton George Henschel (ur. 9 sierpnia 1920 w Pomonie, zm. 22 marca 2003 w Nowym Jorku) – amerykański działacz religijny, piąty prezes Towarzystwa Strażnica oraz długoletni członek Ciała Kierowniczego Świadków Jehowy. Odbył podróże służbowe do przeszło 150 krajów.

## Życiorys
Milton Henschel urodził się w Pomonie w roku 1920. W roku 1934 jako nastolatek znalazł się w Brooklynie, gdzie przyjechał wraz ze swoim ojcem, Hermanem George’em Henschelem, który pracował nad projektem drukarni Towarzystwa Strażnica w Biurze Głównym Świadków Jehowy. W roku 1956 poślubił Lucille Bennett.
Henschel został sekretarzem Nathana H. Knorra (wówczas nadzorcy drukarni Świadków Jehowy) w 1939 roku i pozostał nim później, gdy Nathan H. Knorr został w 1942 roku prezesem Towarzystwa Strażnica.
W latach 60. XX wieku był rzecznikiem Świadków Jehowy, a w latach 70. XX wieku nadzorcą oddziału na Stany Zjednoczone.

### Podróże służbowe
Od listopada 1945 roku Milton G. Henschel odbywał podróże służbowe wraz z ówczesnym prezesem Towarzystwa Strażnica Nathanem H. Knorrem
, a także po jego śmierci w 1977 roku – już jako prezes Towarzystwa Strażnica. W sumie odwiedził przeszło 150 krajów, podczas których wizytował Biura Oddziałów lub brał udział w ich otwarciu, odwiedzał misjonarzy, absolwentów Szkoły Gilead. W wielu tych krajach brał udział w kongresach, a także w rozmowach z przedstawicielami rządów w sprawie przyznania większych swobód religijnych Świadkom Jehowy (m.in. w 1978 roku w Polsce).

### Prezes Towarzystwa Strażnica
W roku 1992 został prezesem Towarzystwa Strażnica. 7 października 2000 roku jako jedyny w historii prezes Towarzystwa Strażnica złożył dymisję – z powodu zmian organizacyjnych, wskutek których oddzielono funkcje Towarzystwa Strażnica od Ciała Kierowniczego i przeniesiono obowiązki administracyjne na osoby niebędące członkami Ciała Kierowniczego. Henschel pozostał członkiem Ciała Kierowniczego aż do swojej śmierci w 2003 roku. Władał językiem angielskim i hiszpańskim.